# Xuất tinh chậm
Xuất tinh chậm hoặc xuất tinh muộn là tình trạng đàn ông không có khả năng hoặc khó đạt được cực khoái, mặc dù có ham muốn tình dục và kích thích tình dục điển hình. Nói chung, một người đàn ông có thể đạt cực khoái trong vòng vài phút sau khi chủ động đẩy mạnh dương vật trong khi quan hệ tình dục, trong khi người đàn ông bị xuất tinh muộn hoặc hoàn toàn không đạt cực khoái hoặc không thể đạt cực khoái cho đến sau khi giao hợp kéo dài, có thể kéo dài 30–45 phút hoặc lâu hơn. Trong hầu hết các trường hợp, xuất tinh chậm là tình trạng mà người đàn ông có thể đạt cực khoái và xuất tinh chỉ khi thủ dâm, nhưng không xuất tinh trong khi quan hệ tình dục. Đây là chứng rối loạn chức năng tình dục nam giới ít phổ biến nhất và có thể do tác dụng phụ của một số loại thuốc. Trong một cuộc khảo sát, 8% nam giới cho biết không thể đạt được cực khoái trong khoảng thời gian hai tháng hoặc lâu hơn trong thời gian 1 năm trước đó.

## Dấu hiệu và triệu chứng
Xuất tinh chậm có thể ở dạng nhẹ (những người đàn ông vẫn trải nghiệm cực khoái trong khi giao hợp, nhưng chỉ trong điều kiện nhất định), trung bình (có thể không xuất tinh khi giao hợp, nhưng có thể trong quá trình mút liếm hoặc kích thích bằng tay), nặng (có thể xuất tinh chỉ khi thủ dâm một mình), hoặc rất nghiêm trọng (không thể xuất tinh ở tất cả các hoàn cảnh). Tất cả các hình thức có thể dẫn đến cảm giác thất vọng về tình dục..

## Nguyên nhân
Các tình trạng y tế có thể gây xuất tinh chậm bao gồm thiểu năng sinh dục, rối loạn tuyến giáp, rối loạn tuyến yên như bệnh Cushing, kết quả phẫu thuật tuyến tiền liệt, sử dụng ma túy và rượu. Khó đạt được cực khoái cũng có thể là do phẫu thuật vùng chậu liên quan đến chấn thương các dây thần kinh vùng chậu chịu trách nhiệm cho cực khoái. Một số nam giới báo cáo rằng các dây thần kinh của quy đầu dương vật bị thiếu cảm giác, có thể có hoặc không liên quan đến các yếu tố bên ngoài, bao gồm cả tiền sử cắt bao quy đầu.
Chậm xuất tinh là tác dụng phụ có thể xảy ra của một số loại thuốc, bao gồm thuốc ức chế tái hấp thu serotonin có chọn lọc (SSRI), thuốc phiện như morphin, methadone hoặc oxycodone, nhiều thuốc benzodiazepine như Valium, một số loại thuốc chống loạn thần và thuốc hạ huyết áp.
Các yếu tố tâm lý và lối sống đã được thảo luận là những yếu tố đóng góp tiềm năng, bao gồm ngủ không đủ giấc, mất tập trung do lo lắng, mất tập trung do môi trường, lo lắng về việc làm hài lòng đối tác của họ và lo lắng về các vấn đề trong mối quan hệ.
Một nguyên nhân được đề xuất của xuất tinh chậm là thích ứng với một kỹ thuật thủ dâm nhất định. Lawrence Sank (1998) đã viết về "Hội chứng thủ dâm do chấn thương", khi những cảm giác mà một người đàn ông cảm thấy khi thủ dâm có thể không giống với những cảm giác mà anh ta trải qua khi giao hợp. Các yếu tố như áp lực, góc độ và độ bám trong khi thủ dâm có thể tạo ra một trải nghiệm khác với quan hệ tình dục với bạn tình đến mức khả năng xuất tinh bị giảm hoặc bị loại bỏ.
Đồng thời, có thể yếu tố thị giác trong thủ dâm có thể làm chậm quá trình xuất tinh vào âm đạo. Vì cảm giác khi thủ dâm về bản chất được liên kết với hình ảnh đầu vào của người mẫu tình dục, dù là nam hay nữ, nên việc giảm tầm nhìn khi quan hệ tình dục có thể dẫn đến mất liên kết đó và do đó, làm chậm quá trình xuất tinh ở nam giới. Một cách chữa trị có thể có là tạo tầm nhìn đối tác tốt hơn trong quá trình giao hợp.     

## Điều trị

### Liệu pháp tình dục
Trị liệu thường bao gồm các bài tập và bài tập về nhà nhằm giúp một người đàn ông quen với việc đạt cực khoái thông qua giao hợp bằng đường âm đạo, đường hậu môn hoặc đường miệng, đó là cách mà anh ta không quen. Thông thường, cặp đôi được khuyên nên trải qua ba giai đoạn. Ở giai đoạn đầu, một người đàn ông thủ dâm trước sự chứng kiến của bạn tình. Đôi khi, đây không phải là một vấn đề dễ dàng vì một người đàn ông có thể quen với việc đạt cực khoái chỉ khi ở một mình. Sau khi một người đàn ông biết cách xuất tinh trước sự chứng kiến của bạn tình, bàn tay của người đàn ông được thay thế bằng bàn tay của bạn tình. Trong giai đoạn cuối cùng, các đối tác tiếp nhận chèn dương vật vào âm đạo, hậu môn hay miệng của đối tác ngay sau khi xuất tinh được cảm thấy là sắp xảy ra. Vì vậy, người đàn ông dần dần sẽ học cách xuất tinh bên trong lỗ mong muốn bằng một quá trình gia tăng từ từ.

### Khác
Thiền đã chứng minh hiệu quả trong một số trường hợp nghiên cứu.
Vẫn chưa có loại thuốc đáng tin cậy cho việc xuất tinh chậm. Thuốc ức chế PDE5 như Viagra có rất ít tác dụng. Trên thực tế, Viagra có tác dụng trì hoãn xuất tinh, có thể thông qua tác dụng bổ sung trong não hoặc làm giảm độ nhạy cảm ở đầu dương vật.